# الإجهاض في سلوفينيا
تم تشريع الإجهاض في سلوفينيا في شكله الحالي (في سلوفينيا والجمهوريات اليوغوسلافية السابقة) في 7 أكتوبر, 1977.
الإجهاض متاح عند الطلب للنساء اللائي لم يتجاوز حملهن الأسبوع العاشر. يحتاج القاصرون إلى موافقة الوالدين قبل الخضوع للإجهاض ما لم تكن القاصر قد تحررت بالفعل وتكسب لقمة العيش. بعد حصول سلوفينيا على استقلالها عن يوغوسلافيا, تم إجراء تعديل على قانون الإجهاض في عام 1992 يسمح للأطباء بإعفاء أنفسهم من إجراء عمليات الإجهاض إذا لم يوافقوا على الممارسة لأسباب دينية.
في عام 2009, انتهت 18٪ من حالات الحمل في سلوفينيا بالإجهاض, بانخفاض عن ذروة بلغت 41.6٪ في عام 1982. اعتبارًا من 2009 بلغ معدل الإجهاض 11.5 حالة إجهاض لكل 1000 امرأة تتراوح أعمارهن بين 15 و 44 عامًا.
تم تسجيل الميفيبريستون (الإجهاض الدوائي) في عام 2013.